# Indicator (getaltheorie)
In de getaltheorie is de indicator of totiënt van een positief natuurlijk getal {\displaystyle n}, genoteerd als {\displaystyle \varphi (n)}, het aantal positieve natuurlijke getallen kleiner dan of gelijk aan {\displaystyle n} die onderling ondeelbaar zijn met {\displaystyle n}. Zo is bijvoorbeeld {\displaystyle \varphi (8)=4}, omdat van elk van de vier oneven getallen 1, 3, 5 en 7 de grootste gemene deler met 8 gelijk is aan 1 en geen van die vier getallen een priemfactor met 8 gemeen heeft. De indicator wordt vaak in verband gebracht met de Zwitserse wiskundige Leonhard Euler, die deze functie uitgebreid heeft bestudeerd.

## Definitie
De indicator of totiënt {\displaystyle \varphi (n)} van een natuurlijk getal {\displaystyle n\neq 0} is het aantal positieve natuurlijke getallen kleiner dan of gelijk aan {\displaystyle n} die met {\displaystyle n} onderling ondeelbaar zijn.
{\displaystyle \varphi (n)=\#\{m\in \mathbb {N} \mid 1\leq m\leq n,\operatorname {ggd} (m,n)=1\}}

## Voorbeelden
- Voor een priemgetal {\displaystyle p} is {\displaystyle \varphi (p)=p-1}, omdat alle gehele getallen {\displaystyle k,\ 1\leq k<p} geen deler met {\displaystyle p} gemeen hebben. Zo is {\displaystyle \varphi (2)=1}. Alle overige priemgetallen zijn oneven, zodat {\displaystyle \varphi (p)} een even getal is.

- Voor het getal 12 geldt dat 1, 5, 7 en 11 geen gemene deler met 12 hebben. Dus is {\displaystyle \varphi (12)=4}.

## Eigenschappen
- De stelling van Euler zegt dat als {\displaystyle a} en {\displaystyle n} onderling ondeelbaar zijn, dat wil zeggen {\displaystyle \mathrm {ggd} (a,n)=1}, dan

{\displaystyle a^{\varphi (n)}=1{\bmod {n}}}
- De indicator geeft ook de omvang aan van de multiplicatieve groep van omkeerbare natuurlijke getallen modulo {\displaystyle n}. Meer precies is {\displaystyle \varphi (n)} de orde van de vermenigvuldigingsgroep van de omkeerbare elementen in de ring {\displaystyle \mathbb {Z} /n\mathbb {Z} }. Dit feit, samen met de stelling van Lagrange over de orde van een ondergroep, geeft een bewijs voor de stelling van Euler.

- Het getal {\displaystyle \varphi (n)} is gelijk aan het aantal generators van de cyclische groep {\displaystyle C_{n}}. Omdat ieder element van {\displaystyle C_{n}} een cyclische ondergroep genereert en de ondergroepen van {\displaystyle C_{n}} van de vorm {\displaystyle C_{d}} zijn waarin {\displaystyle n} door {\displaystyle d} kan worden gedeeld, geschreven als {\displaystyle d|n}, geldt:

{\displaystyle \sum _{d\mid n}\varphi (d)=n}
waarin de som wordt genomen over alle positieve delers {\displaystyle d} van {\displaystyle n}.
- Met behulp van de möbius-inversieformule kan deze som worden omgedraaid om een andere formule voor {\displaystyle \varphi (n)} te krijgen

{\displaystyle \varphi (n)=\sum _{d|n}d\cdot \mu (n/d)},
waarin {\displaystyle \mu } de möbiusfunctie is.
- De indicator is een multiplicatieve functie. Er geldt voor {\displaystyle m} en {\displaystyle n} die relatief priem zijn:

{\displaystyle \varphi (mn)=\varphi (m)\varphi (n)}
Bijvoorbeeld is {\displaystyle \varphi (36)=12=2\times 6=\varphi (4)\varphi (9)}.
Schets van het bewijs: Zij {\displaystyle A,B,C} de verzameling residuklassen modulo-en-onderling-ondeelbaar-tot {\displaystyle m,n,mn}, dan is er via de Chinese reststelling een bijectie tussen {\displaystyle A\times B} en {\displaystyle C}.

## Berekening van de indicator
Het volgt uit de definitie dat {\displaystyle \varphi (1)=1} en {\displaystyle \varphi (p)=p-1} als {\displaystyle p} een priemgetal is. Voor een natuurlijke exponent {\displaystyle k\geq 2} geldt dat de getallen tussen 1 en {\displaystyle p^{k}} die een priemfactor gemeen hebben met {\displaystyle p^{k}}, precies de veelvouden zijn van {\displaystyle p}. Het aantal van die veelvouden is {\displaystyle p^{k-1}}, zodat {\displaystyle \varphi (p^{k})=p^{k}-p^{k-1}=p^{k-1}(p-1)}.
Omdat {\displaystyle \varphi } een multiplicatieve functie is, kan de waarde van {\displaystyle \varphi (n)} met de hoofdstelling van de rekenkunde worden berekend. Als
{\displaystyle n=p_{1}^{k_{1}}\cdot \ldots \cdot p_{r}^{k_{r}}}
waarin de {\displaystyle p_{j}} verschillende priemgetallen zijn, dan is
{\displaystyle \varphi (n)=p_{1}^{k_{1}-1}(p_{1}-1)\cdot \ldots \cdot p_{r}^{k_{r}-1}(p_{r}-1)}
Deze laatste formule is een euler-product en wordt meestal geschreven als
{\displaystyle \varphi (n)=n\prod _{p|n}\left(1-{\frac {1}{p}}\right)}
met het product over alle priemgetallen {\displaystyle p} die deler zijn van {\displaystyle n}.

## Voortbrengende functies
Een dirichletreeks met {\displaystyle \varphi (n)} is
{\displaystyle \sum _{n=1}^{\infty }{\frac {\varphi (n)}{n^{s}}}={\frac {\zeta (s-1)}{\zeta (s)}}}
Een lambert-rij voortbrengende functie is
{\displaystyle \sum _{n=1}^{\infty }{\frac {\varphi (n)q^{n}}{1-q^{n}}}={\frac {q}{(1-q)^{2}}}},
geldig voor alle {\displaystyle |q|<1}.

## Groei van de functie

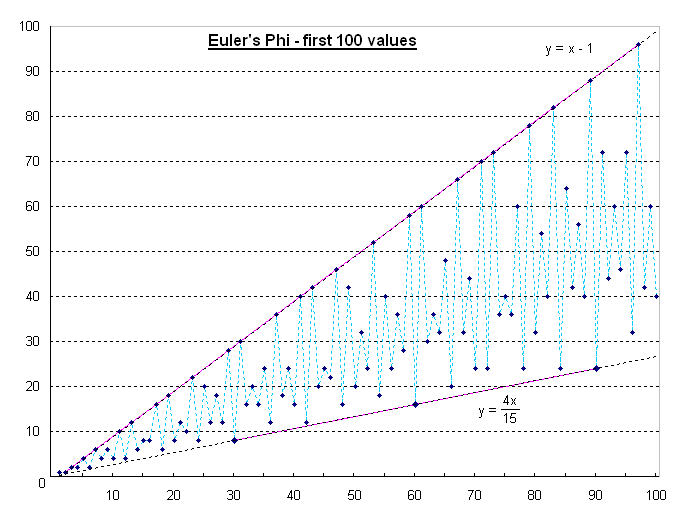
Grafiek van de eerste 100 waarden van de eulerfunctie. De waarden op de bovenste lijn zijn de priemgetallen

De groei van {\displaystyle \varphi (n)} als een functie van {\displaystyle n} is een interessante vraag, omdat de eerste indruk dat {\displaystyle \varphi (n)} bij een kleine {\displaystyle n} veel kleiner is dan {\displaystyle n} ietwat misleidend is. Asymptotisch geldt dat bij iedere {\displaystyle \varepsilon >0} een {\displaystyle N(\varepsilon )} bestaat, zodanig dat voor  {\displaystyle n>N(\varepsilon )} geldt:
{\displaystyle n^{1-\varepsilon }<\varphi (n)<n}
Er geldt:
{\displaystyle {\frac {\varphi (n)}{n}}=\prod _{p|n}\left(1-{\frac {1}{p}}\right)}
dus het product over de priemgetallen {\displaystyle p} die {\displaystyle n} delen. Uit de priemgetalstelling kan worden aangetoond dat voor constante {\displaystyle \varepsilon } dit kan worden vervangen door
{\displaystyle {\frac {C\log \log n}{\log n}}}
Dit is ook waar in het gemiddelde:
{\displaystyle {\frac {1}{n^{2}}}\sum _{k=1}^{n}\varphi (k)={\frac {3}{\pi ^{2}}}+{\mathcal {O}}\left({\frac {\ln n}{n}}\right)}
waarin de {\displaystyle {\mathcal {O}}} een grote-O-notatie is.

## Enkele functiewaarden
| n  | φ(n) |    | n  | φ(n) |    | n  | φ(n) |    | n  | φ(n) |    | n  | φ(n) |    | n  | φ(n) |  | n | φ(n) |  | n | φ(n) |
| 1  | 1    | 11 | 10 | 21   | 12 | 31 | 30   | 41 | 40 | 51   | 32 | 61 | 60   | 71 | 70 |      |  |   |      |  |   |      |
| 2  | 1    | 12 | 4  | 22   | 10 | 32 | 16   | 42 | 12 | 52   | 24 | 62 | 30   | 72 | 24 |      |  |   |      |  |   |      |
| 3  | 2    | 13 | 12 | 23   | 22 | 33 | 20   | 43 | 42 | 53   | 52 | 63 | 36   | 73 | 72 |      |  |   |      |  |   |      |
| 4  | 2    | 14 | 6  | 24   | 8  | 34 | 16   | 44 | 20 | 54   | 18 | 64 | 32   | 74 | 36 |      |  |   |      |  |   |      |
| 5  | 4    | 15 | 8  | 25   | 20 | 35 | 24   | 45 | 24 | 55   | 40 | 65 | 48   | 75 | 40 |      |  |   |      |  |   |      |
| 6  | 2    | 16 | 8  | 26   | 12 | 36 | 12   | 46 | 22 | 56   | 24 | 66 | 20   | 76 | 36 |      |  |   |      |  |   |      |
| 7  | 6    | 17 | 16 | 27   | 18 | 37 | 36   | 47 | 46 | 57   | 36 | 67 | 66   | 77 | 60 |      |  |   |      |  |   |      |
| 8  | 4    | 18 | 6  | 28   | 12 | 38 | 18   | 48 | 16 | 58   | 28 | 68 | 32   | 78 | 24 |      |  |   |      |  |   |      |
| 9  | 6    | 19 | 18 | 29   | 28 | 39 | 24   | 49 | 42 | 59   | 58 | 69 | 44   | 79 | 78 |      |  |   |      |  |   |      |
| 10 | 4    | 20 | 8  | 30   | 8  | 40 | 16   | 50 | 20 | 60   | 16 | 70 | 24   | 80 | 32 |      |  |   |      |  |   |      |

## Overige
- Een niettotiënt is een positief natuurlijk getal {\displaystyle n} waarvoor er geen groter getal {\displaystyle x} dan {\displaystyle n} bestaat, zodat de indicator {\displaystyle \varphi (x)=n}.
- De stelling van Gauss-Wantzel zegt dat een regelmatige n-hoek dan en slechts dan met passer en liniaal kan worden getekend als {\displaystyle \varphi (n)} een macht van 2 is. Dat is bijvoorbeeld het geval voor de regelmatige vijfhoek en de regelmatige zeshoek, maar niet voor de zevenhoek omdat {\displaystyle \varphi (7)=6}.